# Grossos
Grossos là một đô thị thuộc bang Rio Grande do Norte, Brasil. Đô thị này có diện tích 126 km², dân số năm 2007 là 9441 người, mật độ 70,9 người/km².